# Terremoto de La Vega de 2012
El terremoto de La Vega de 2012 fue un seísmo o sismo que sacudió el centro-sur de Colombia el domingo, 30 de septiembre de 2012 a las 11:31 UTC-5, siendo uno de los sismos más fuertes registrados en Colombia en los últimos 5 años, y uno de los más profundos.

## Historia
Un sismo que alcanzó una magnitud de 7.3 en la escala de magnitud de momento, se registró en La Vega, departamento del Cauca, el 30 de septiembre de 2012. El sismo se pudo sentir en zonas lejanas, desde Cuenca, en Ecuador, hasta Balboa, en Panamá.
El sismo dejó 2.000 viviendas dañadas en Cauca y daños moderados en zonas de Popayán, múltiples cuarteaduras en edificios de Cali y Palmira y 4 personas resultaron heridas. Tuvo como epicentro entre el municipio de La Vega y San Agustín, ubicado a 61 km de Popayán. Fue percibido en gran parte del centro de Colombia y en ciudades tan distantes como Cali, Popayán o San Juan de Pasto.